# Stray Kids
Stray Kids (korejsko: 스트레이 키즈; RR: Seuteurei Kijeu; pogosto skrajšano SKZ) so fantovska K-pop skupina iz Južne Koreje, ki jo je JYP Entertainment ustanovil z istoimensko resničnostno televizijsko oddajo iz leta 2017. Skupina ima osem članov: Bang Chan, Lee Know, Changbin, Hyunjin, Han, Felix, Seungmin in I.N. Zaradi nerazkritih osebnih razlogov je Woojin zapustil skupino oktobra 2019. Stray Kids svoje posnetke producira sama; glavna produkcijska ekipa se imenuje 3Racha in jo sestavljajo Bang Chan, Changbin in Han, drugi člani pa pogosto sodelujejo pri pisanju pesmi.  
Skupina je januarja 2018 izdala svoj neuradni prvi (EP) Mixtape in uradno začela kariero 25. marca z EP-jem I Am Not, ki sta mu sledila EP I Am Who in EP I Am You, ki sta zaključila serijo EP I Am. Trilogija EP Clé trilogija, ki jo sestavljajo Clé 1: Miroh, Clé 2: Yellow Wood in Clé: Levanter, je izšla leta 2017. Prvi studijski album skupine Go Live (2020) je postal prvi platinasti album skupine s strani Korea Music Content Association (KMCA). Istega leta so Stray Kids debitirali na Japonskem s kompilacijskim albumom SKZ2020, ki je izšel pri založbi Epic Records Japan. 
Leta 2021 je drugi studijski album Stray Kids Noeasy postal njihov prvi milijonski prodani album. Po podpisu pogodbe z založbo Republic Records za promocijo v ZDA leta 2022 je skupina izdala EP Oddinary, Maxident (oba 2022), Rock-Star (2023) in Ate (2024); in tretji studijski album 5-Star (2023). Teh pet izdaj je doseglo prvo mesto na ameriški lestvici Billboard 200 in se uvrstilo na lestvico UK Albums Chart, s čimer so postali prva skupina, ki je debitirala na vrhu lestvice Billboard 200 s svojimi prvimi petimi albumi. KMCA je potrdila pet milijonov prodanih albumov 5-Star, s čimer so Stray Kids tretja skupina, ki ji je to uspelo v Koreji. Od oktobra 2022 so Stray Kids prodali več kot 10 milijonov albumov, tako korejskih kot japonskih. Leta 2023 se je skupina pojavila na seznamu voditeljev naslednje generacije revije Time.

## Ime
JYP Entertainment ni definiral imena skupine »Stray Kids«, vendar so ga člani sami zasnovali. Ime se je prvotno nanašalo na izgubljenega otroka, ki želi slediti svojim sanjam in se razvilo tako, da predstavlja idejo, da skupaj najdemo izhod iz običajnega.

## Zgodovina

### 2017–2018: Formacija, začetek in serije I Am
Avgusta 2017 je JYP Entertainment (JYPE) napovedal svoj novi resničnostni šov za preživetje s ciljem začeti prvi projekt moškega idola. Podjetje je v naslednjih dveh mesecih objavilo več podrobnosti, vključno z naslovom oddaje, Stray Kids.  Pred premiero 17. oktobra je JYPE izdal prvi glasbeni video Stray Kids z naslovom "Hellevator", ki je kasneje izšel kot digitalni singl. Dva člana, Lee Know in Felix, sta bila izločena iz skupine, vendar sta se vrnila v končno devetčlansko postavo.